# Frédégonde
Frédégonde (título original en francés; en español, Fredegunda) es una ópera en cinco actos con música de Ernest Guiraud y Camille Saint-Saëns, sobre libreto en francés de Louis Gallet. Se estrenó en París (Francia) el 16 de diciembre de 1895 en la Académie nationale de Musique.
La composición de la ópera fue continuada por Saint-Saëns después de la muerte de Guiraud, sobrevenida en el año 1892. Saint-Saëns es el autor del Himno guerrero (Hymne guerrier) y del ballet que ponen fin al Acto III y de los Actos IV y V. La orquestación de la ópera se debe enteramente a Paul Dukas, que fue alumno de Guiraud.